# Hylaeus mustelus
Hylaeus mustelus là một loài Hymenoptera trong họ Colletidae. Loài này được Vachal mô tả khoa học năm 1894.